# Pareas macularius
Pareas macularius är en ormart som beskrevs av Theobald 1868. Pareas macularius ingår i släktet Pareas och familjen snokar.
Arten förekommer i Sydostasien i sydöstra Kina (provinserna Yunnan, Guangxi, Guangdong och Guizhou), Laos, Vietnam, Thailand och Myanmar. Kanske når Pareas macularius även Bangladesh och nordöstra Indien. Honor lägger ägg.

## Underarter
Arten delas in i följande underarter:
- P. m. macularius
- P. m. tamdaoensis